# Nancy Landon Kassebaum
Nancy Landon Kassebaum Baker (Topeka, 29 luglio 1932) è una politica statunitense, ex-senatrice per lo stato del Kansas.
Figlia dell'ex Governatore del Kansas nonché candidato alle presidenziali del 1936 Alf Landon, Nancy divenne la prima donna eletta al Congresso senza aver preso il posto del marito. Fu inoltre la prima donna a rappresentare lo Stato del Kansas al Senato.
Dopo l'elezione nel 1978, fu riconfermata per altri due mandati, nel 1984 e nel 1990, ma decise di non cercare la rielezione nel 1996. Nello stesso anno sposò l'ex-senatore del Tennessee Howard Baker.